# (463897) 2014 UK103
(463897) 2014 UK103 es un asteroide perteneciente al cinturón de asteroides, descubierto el 25 de febrero de 2007 por el equipo Spacewatch desde el Observatorio Nacional de Kitt Peak (Arizona, Estados Unidos).